# آلیستر مک‌گراث
آلیستر ادگار مک گراث آندریاس ایدریوس (به انگلیسی: Alister E. McGrath, Andreas Idreos) (زاده ۲۳ ژانویه ۱۹۵۳ در بلفاست ایرلند شمالی،) دین شناس، کشیش مسیحی، و تاریخدان ایرلندی است که در حال حاضر استاد الهیات و آموزش در کینگز کالج لندن و رئیس فعلی مرکز الاهیات، مذهب و فرهنگ است. او دارای دو مدرک دکترا در بیوفیزیک مولکولی و معارف از دانشگاه آکسفورد است.
او استاد علم و دین در دانشگاه آکسفورد است و به عنوان کشیش دستیار در گروهی از محله های روستای کلیسای انگلستان در کوتس ولدز خدمت می کند. وی بعنوان پژوهشگر ارشد در کالج هریس منچستر نیز  مشغول است، و علاوه بر کار رسمیش در آکسفورد، رئیس مرکز آکسفورد برای دفاعیات مسیحی است. در سپتامبر 1966 او دانش آموز کالج متدیست بلفاست شد و در کنار تحصیل در دانشکده الهیات، او در رشته ریاضیات محض و کاربردی، فیزیک، شیمی و بیوشیمی تحصیل کرد. تحقیقات علمی او منجر به انتشار تعدادی مقاله تحقیقاتی بی همتا  از جانب او گردید. مک گراث به عنوان یک آتئیست سابق، ضمن حفظ احترام ایشان منتقد این تفکر بی خدائی و علاقه اصلی پژوهشی او «الهیات طبیعی» است، که در حال حاضر رو به تجدید و احیاست و در این راستا از او سخنرانی ها و کتب بسیاری منتشر شده است. تعامل الهیات مسیحی و علوم طبیعی متعاقباً موضوع اصلی کار تحقیقاتی او بوده است و به خوبی در سه جلد کتاب «الهیات علمی» او دیده می شود. پس از کار آکادمیک اولیه در علوم طبیعی، مک گراث به مطالعه الهیات و تاریخ فکری روی آورد، در حالی که گهگاه درگیر بحث های فرهنگی گسترده تر در مورد عقلانیت و ارتباط ایمان مسیحی می شد؛ و در کسوت آپولوژیستی مسیحی، استدلال‌ها و نوشته‌های مستدلی را در دکترین مسیحی نظریه پردازی میکند. در سال‌های اخیر، او به‌ویژه به ظهور «بی‌خدایی علمی» علاقه‌مند بوده و درباره رویکرد متمایز به دفاعیات و نظریه پردازی بی‌خدایی که در نوشته‌های ریچارد داوکینز یافت می‌شود، تحقیق کرده است. او مرتباً با ملحدان برجسته وارد بحث و گفتگو می‌شود، و در حال حاضر در حال تحقیق درباره نقش نمادین چارلز داروین در دفاعیات و نظریه پردازی بی‌خدایان، و توسل به مفهوم بحث‌برانگیز و مشکل‌ساز «مِمِ meme» در  انتشارات آتئیستی اخیر درباره ریشه‌های اعتقاد به خداوند است.

## کتاب‌های ترجمه‌شده
- خدا بر صلیب، مترجم نادر فرد، نشر ایلام، 2018.[۲]
- درآمدی بر الهیات مسیحی، مترجم: عیسی دیباج، نشر ایلام.
- مقدمه‌ای بر تفکر نهضت اصلاح دینی، مترجم: بهروز حدادی، نشر دانشگاه ادیان.
- درسنامهٔ الهیات مسیحی (۲جلد)، مترجم: بهروز حدادی، نشر دانشگاه ادیان.
- پندار داوکینز؟ بنیادگرایی آتئیستی و انکار وجود خدا، مترجم: محمدعلی قاسمی، نشر رزا.[۳]